# Masaru Yokoyama
Masaru Yokoyama (横山 克, Yokoyama Masaru, nascido em 3 de novembro de 1982) é um compositor e arranjador musical japonês, conhecido por seu trabalho em dramas de televisão, séries de anime e para grupos como Momoiro Clover Z.

## Biografia
Yokoyama nasceu na província de Nagano. Começou a ter aulas de piano aos três anos de idade sendo ensinado por sua tia, ex-aluna do Kunitachi College of Music, todavia se interessou realmente por música quando estava no ensino fundamental, ao tocar suas próprias composições. No ensino médio, ele começou a compor música usando seu computador e um sintetizador que havia comprado, e também brevemente tocou em uma banda. Interessado por computadores, Yokoyama entrou no Instituto Nacional de Tecnologia Nagano College após se formar no ensino médio, estudando engenharia eletrônica por cinco anos.
Influenciado pela música de Joe Hisaishi nos filmes do Studio Ghibli que ele assistiu quando era jovem e pelo músico Tetsuya Komuro, Yokoyama decidiu seguir carreira musical e frequentou o Kunitachi College of Music aos dezenove anos, incentivado por sua tia. Enquanto estava na faculdade, ele conheceu o guitarrista Hiroaki Tsutsumi, que mais tarde trabalharia com Yokoyama em diversos projetos. Após se formar, Yokoyama trabalhou como freelancer, escrevendo canções para vários artistas, até ingressar na produtora musical Miracle Bus em 2009, onde começou a produzir trilhas sonoras para dramas de televisão, animes e outras mídias. Seu primeiro trabalho como compositor solo foi para a série de televisão de drama Mitsu no Aji: A Taste of Honey, de 2011.
Ele ocasionalmente grava suas trilhas no exterior, e improvisa instrumentos que combinam com o conceito de cada obra, como baldes e escovas de deck por exemplo, usados na trilha sonora de Mobile Suit Gundam: Iron-Blooded Orphans.